# Der Verdammte der Inseln (Roman)
Der Verdammte der Inseln, englischer Originaltitel An Outcast of the Islands, ist ein Roman von Joseph Conrad aus dem Jahr 1896.
Ihm ist ein Zitat aus Calderóns Drama Das Leben ein Traum (Akt I, Szene II) als Epigraph vorangestellt: Pues el delito mayor del hombre es haber nacido („Also ist es das größte Verbrechen des Menschen, geboren worden zu sein“).

## Inhalt
Der in Makassar tätige und als fähig und gerissen geltende Prokurist Peter Willems wird durch eine Intrige der Veruntreuung von Geldern überführt. Sein Arbeitgeber Hudig entlässt ihn und seine Frau Joanna, der er bisher lediglich mit selbstgerechtem und demütigendem Verhalten begegnet ist, wirft ihn aus dem Haus. Arbeitslos und tief gekränkt ist der gebürtige Holländer Willems dem Selbstmord nahe, wird aber durch Kapitän Lingard daran gehindert. Der Engländer Tom Lingard hatte vor Jahren den jungen Willems schon einmal bei sich als Matrosen auf sein Schiff und in seine Obhut genommen. Er bietet dem Hoffnungslosen eine zweite Chance an und bringt ihn auf seinen Handelsposten in Sambir, um dort für den Kapitän zu arbeiten. Sambir liegt am Fluss Pantai, durch dessen schwer befahrbare Mündung allein Lingard den Weg kennt. Seine Monopolstellung und seine überlegene Technik hatten den alten Seemann in die Lage versetzt, die Verhältnisse unter den verschiedenen Gruppierungen in Sambir zu ordnen. Zu diesen zählen der blinde ehemalige Seeräuber Omar mit seiner Tochter Aissa, der ins Exil getriebene malaiische Prinz Lakamba und sein intriganter Untergebener Babalatchi, der durch Lingard gestützte Raja Patalolo sowie Kaspar Almayer, der für den Kapitän den Handelsposten verwaltet. Letzterer sieht in dem Neuankömmling Willems lediglich einen Konkurrenten und schließt ihn deshalb von allen Geschäften aus, da er um das Vermögen fürchtet, das er für sich und seine kleine Tochter Nina erwerben will. Enttäuscht und verbittert verliebt sich Willems nun heftig in Aissa und trifft sie regelmäßig. Babalatchi, der schon lange auf eine Gelegenheit wartet, die Vormacht Lingards in Sambir zu brechen, benutzt die Tochter Omars jetzt dazu, Willems dazu zu bringen, dem arabischen Händler Abdulla den Weg durch die Pantai-Mündung zu zeigen. Gemeinsam übernehmen daraufhin Lakamba, Babalatchi und Abdulla die Macht.
Einige Wochen nach dem Umsturz kehrt Kapitän Lingard unwissend und mit Willems' Frau Joanna und dessen kleinem Sohn nach Sambir zurück. Von Almayer über die neue Entwicklung in Kenntnis gesetzt, ist er äußerst bestürzt, weniger über die ökonomischen Folgen als vielmehr über den Verrat und den Ehebruch Willems', den er durch die lange gemeinsame Zeit auf See als Ziehsohn und Freund sehr geschätzt hat. Durch einen Brief dazu aufgefordert begibt sich der Kapitän zu Willems, der nun zusammen mit Aissa in einiger Entfernung von Sambir wohnt. Ihr Vater Omar, der die Verbindung zwischen dem weißen Ungläubigen Willems und der Muslima Aissa nicht dulden wollte, ist mittlerweile gestorben. Trotz Aissas Beschwichtigungsversuchen schlägt Lingard in blinder Wut auf Willems ein, tötet ihn aber nicht, sondern beschließt, ihn damit zu bestrafen, dass er für immer in Sambir bleiben muss. Der Verurteilte erhebt verzweifelt Einspruch, da er sich durch Aissa um sein Leben und seine Existenz in der zivilisierten Welt betrogen sieht – jedoch vergeblich. Willems verfällt daraufhin in tiefe Depressionen, ignoriert Aissa oder beschimpft sie heftig. Lingard quartiert Joanna bei Almayer ein und verlässt den Handelsposten.
Almayer, der nach wie vor um seine Position und sein Vermögen fürchtet, spinnt nun eine Intrige, um Willems aus dem Weg zu räumen. Er schickt Joanna mit drei bewaffneten Begleitern und ihrem Kind zu dessen abgelegenem Haus. Als beide Ehepartner aufeinandertreffen, ereignet sich die Katastrophe: Willems sieht sich an sein Eheversprechen erinnert und entscheidet sich notgedrungen für Joanna. Aissa wiederum sieht ihre schlimmste Befürchtung, Willems wieder an die Welt der Weißen zu verlieren, wahr werden und will ihn gegen die Fremde und ihre Begleiter mit dem Revolver verteidigen. Bei dem Versuch Willems', sie zu entwaffnen, erschießt Aissa ihren Geliebten.
Einige Zeit später erzählt Almayer einem Gast beim abendlichen Gin diese Geschichte und beklagt seine aussichtslose Existenz: Lingard ist nach Europa verschwunden, Lakamba beherrscht Sambir und Abdulla hat alle Geschäfte an sich gezogen. Almayer beteuert, all dies nicht verdient zu haben. Der Gast jedoch weist ihn auf den Umstand hin, dass die „bloße Tatsache seiner Existenz eine Beleidigung darstellt“. Mit einem lauten Ausruf wünscht Almayer den toten Willems in die Hölle, wo es „keine Barmherzigkeit und keine Hoffnung“ gebe. Aus der dunklen Nacht hallt ihm nur das Wort „Hoffnung“ entgegen.

## Ausgaben
- An Outcast of the Islands. T. Fisher Unwin, London 1896 (Erstausgabe).
- An Outcast of the Islands. Kritische Ausgabe, hrsg. von Allan H. Simmons. Cambridge University Press, Cambridge 2016, ISBN 978-1-107-12644-2 (Teil der Werkausgabe The Cambridge Edition of the Works of Joseph Conrad).
- Der Verdammte der Inseln. Deutsch von Günther Danehl. S. Fischer, Frankfurt am Main 1952 (deutsche Erstausgabe); 7. Auflage: Fischer Taschenbuch Verlag, Frankfurt am Main 1991, ISBN 3-596-22056-4.